# استسلم!
استسلم! (بالألمانية: Gibs Auf!) قصة قصيرة ألمانية من تأليف الكاتب التشيكي فرانز كافكا، كتبها بين الأعوام 1917 وحتى 1923. ولم تنشر القصة خلال فترة حياة كافكا، وظهرت للمرة الأولى بعد وفاته باثنتي عشر سنة في عام 1936 في براغ. تم تحويل القصة القصيرة إلى قصص مصورة ونشرت ضمن سلسلة قصص مصورة تحمل عنوان هذه القطعة في 1995.

## القصة
القصة عبارة عن فقرة واحدة، والأحداث تسرد على لسان بطل القصة. حيث يذكر أنه كان يمشي في أحد الشوارع النظيفة الخالية من البشر في مدينة لا يعرفها تماماً متوجها إلى محطة القطار، ومن ثم يدرك فجأة أن الوقت قد تأخر وأن عليه الإسراع ومن شدة ارتباكه أصبح لا يتعرف على الطريق. يصادف حارس هناك فيسأله أن يرشده الطريق بدلاً من ذلك يجيبه الحارس قائلاً «استسلم! استسلم!» ومن ثم يدير له ظهره بحركة شخص يود أن يبقى وحيداً مع ضحكاته.

## وصلات خارجية
- استسلم!، على كتب جوجل.
- استسلم!، على AbeBooks.